# Gummiboa
Die Gummiboa (Charina bottae), auch Nordamerikanische Gummi-Boa, ist ein kleiner Vertreter der Boas mit einer Körperlänge von 35 bis 85 cm. Ihr Verbreitungsgebiet erstreckt sich auf das westliche Nordamerika vom mittleren Kalifornien bis südlichen British Columbia und entlang der Pazifikküste bis mittleren Wyoming. Die Gummiboa kommt in Höhen bis 3000 m vor.

## Merkmale
Die Gummiboa ist eine dickleibige Schlange mit einem kurzen, stumpf endenden Schwanz. Auf dem Kopf finden sich große symmetrische Schuppen. Die Pupillen sind oval und stehen senkrecht. Auf der Oberseite ist die Gummiboa einheitlich braun bis olivgrün gefärbt. Ihre Unterseite ist gelb bis cremefarben. Die Textur der Haut ist faltig und gummiartig, was der Schlange den Trivialnamen gab.

## Lebensweise
Die Fortpflanzung der Gummiboa erfolgt ovovivipar, pro Wurf gebären die Weibchen zwischen 2 und 8 Junge.
Die Schlange lebt vorwiegend unter der Erde in vorhandenen Gängen und Felsspalten. Sie ernährt sich von Kleinsäugern wie Mäusen, aber auch von Salamandern und anderen Schlangen.
Bei Gefahr rollt sich die Gummiboa zu einer Kugel zusammen und reckt ihren Schwanz als Scheinkopf in die Luft.

## Schutzstatus
Da sie weit verbreitet ist und auch in Schutzgebieten vorkommt, wird sie von der IUCN als Least Concern (nicht gefährdet) geführt. Die Gummiboa wird im Anhang 2 des Washingtoner Artenschutz-Übereinkommens als gefährdet eingestuft (CITES-Referenz A-305.004.008.001).

## Systematik
Entsprechend der Reptile Database ist die Gummiboa neben Charina umbratica eine von zwei Arten der Gattung Charina. Sie wurde 1835 von dem französischen Zoologen Henri Marie Ducrotay de Blainville als Tortrix bottae wissenschaftlich erstbeschrieben. Das Artepitheton ist Paul-Émile Botta gewidmet.